# Goniothalamus malayanus
Goniothalamus malayanus este o specie de plante din genul Goniothalamus, familia Annonaceae, descrisă de Joseph Dalton Hooker și Thomas Thomson.

## Subspecii
Această specie cuprinde următoarele subspecii:
- G. m. dispermus
- G. m. slingerlandtianus